# Rezerwat przyrody Cisy w Czarnem
Rezerwat przyrody Cisy w Czarnem – florystyczny rezerwat przyrody na obszarze gminy Rzeczenica w województwie pomorskim. Został utworzony w 1957 roku. Powierzchnia rezerwatu wynosi 26,29 ha (akt powołujący podawał 25,20 ha). Ochronie rezerwatu podlega jedno z największych na obszarze Polski stanowisk cisa pospolitego (wiek drzewostanu sięga nawet 300 lat). Występują tu również inne gatunki roślin podlegające ochronie jak wawrzynek wilczełyko, bluszcz pospolity i widłak jałowcowaty.
Rezerwat jest położony na gruntach Skarbu Państwa w zarządzie Nadleśnictwa Czarne Człuchowskie. Nadzór sprawuje Regionalny Dyrektor Ochrony Środowiska w Gdańsku. Na mocy obowiązującego planu ochrony ustanowionego w 2017 roku, obszar rezerwatu objęty jest ochroną czynną.
Do rezerwatu prowadzi trasa pieszo-rowerowa z centrum miasta Czarne (początek przy Domu Pomocy Społecznej). Po drodze można skorzystać ze ścieżki edukacyjno-przyrodniczej.